# 16075 Meglass
16075 Meglass è un asteroide della fascia principale. Scoperto nel 1999, presenta un'orbita caratterizzata da un semiasse maggiore pari a 2,4223219 UA e da un'eccentricità di 0,1948610, inclinata di 4,92816° rispetto all'eclittica.